# Beecker Straße 47/48 (Mönchengladbach)

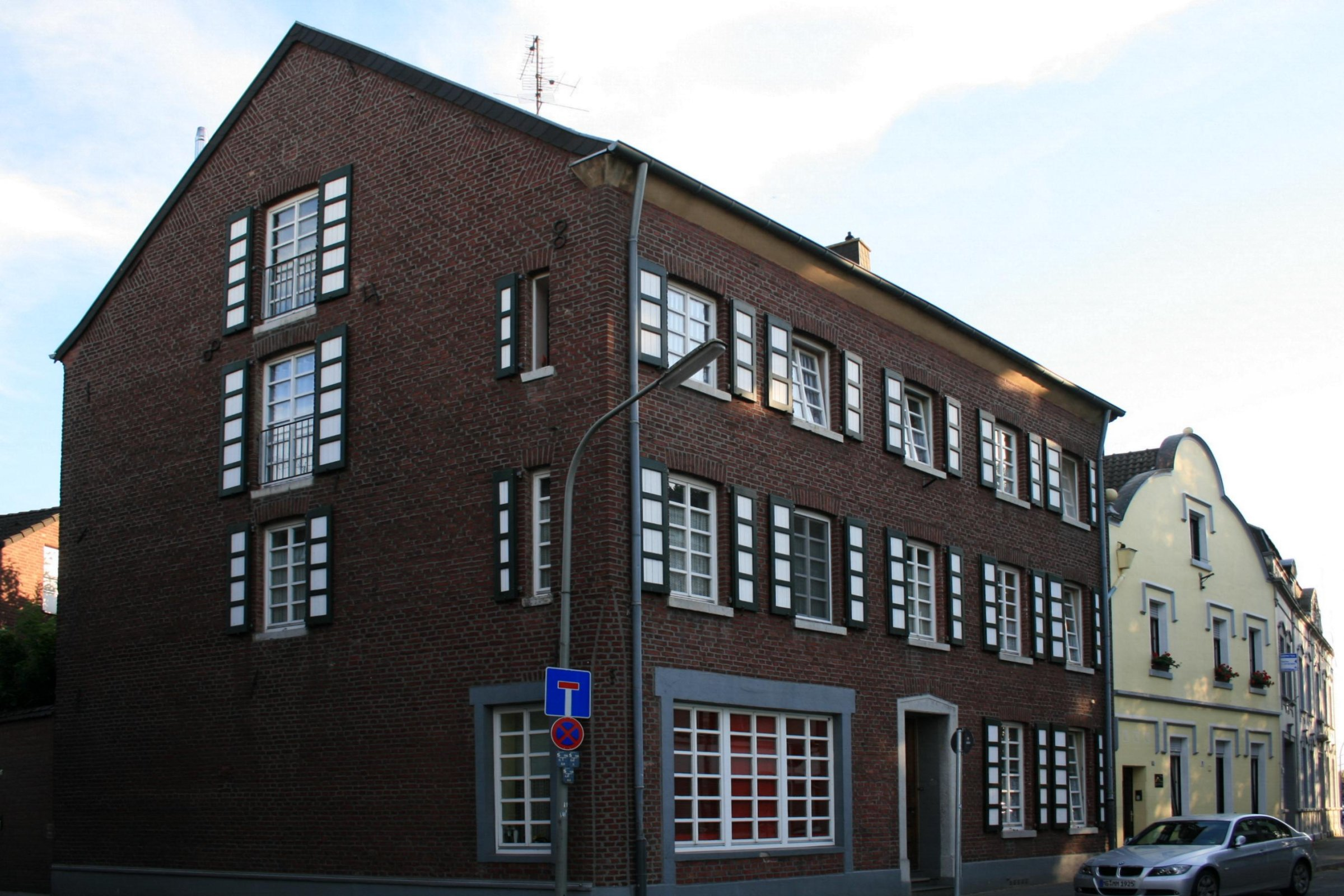
Wohnhaus (2010)

Das Wohnhaus Beecker Straße 47/48 steht im Stadtteil Rheindahlen in Mönchengladbach (Nordrhein-Westfalen).
Das Wohnhaus wurde 1848 erbaut. Es ist unter Nr. B 025 am 4. Dezember 1984 in die Denkmalliste der Stadt Mönchengladbach eingetragen worden.

## Architektur
Das Objekt steht unmittelbar am Rundling der ehemaligen Stadtmauer des historischen Stadtteils Rheindahlen. Das Haus Nr. 47 ist ein traufständiges, dreigeschossiges Haus mit einem Satteldach an der Ecke Beecker Straße und Am Mühlenwall. Das Gebäude bildet mit den Häusern 49 und 53 eine intakte Baugruppe. In den Mauerankern ausgewiesen die Jahreszahl 1848.